# Linnaniemia
Genre
Linnaniemia est un genre de collemboles de la famille des Neanuridae.

## Distribution
Les espèces de ce genre se rencontrent en Afrique.

## Liste des espèces
Selon Checklist of the Collembola of the World (version du 29 octobre 2019) :
- Linnaniemia bicolor (Delamare Deboutteville, 1945)
- Linnaniemia gigas Philiptschenko, 1926

## Publication originale
- Philiptschenko, 1926 : On the Collembola collected by the expedition of V. A. Dogiel and I. I. Sokolow in British East Africa.' Revue Russe d'Entomologie, vol. 20, p. 180-196.